# المعاين (الرضمة)

تعديل مصدري - تعديل

المعاين هي إحدى قرى عزلة البكرة بمديرية الرضمة التابعة لمحافظة إب، بلغ تعداد سكانها 246 نسمة حسب تعداد اليمن لعام 2004.